# ドイツ国鉄ET91形電車
ドイツ国鉄ET91形電車（DRG Baureihe ET91）は、ドイツ国営鉄道（DRG:Deutsche Reichsbahn-Gesellschaft 現：ドイツ鉄道）の観光用交流型電車である。
展望性を重視し、車体上半分が全面ガラス張りであることから、「ガラス電車」（Gläserner Zug）として、日本でもよく知られている。

## 概要
山岳地帯の風光明媚な観光地を多く有するドイツ南部のバイエルン州やオーストリア方面への団体・観光用電車として、1935年 - 1936年に2両が製作された。両運転台式で、単車走行が可能である。
ドアは車体中央の両側に1箇所ずつある。
座席は背もたれが上下逆転する方式の転換クロスシートで定員は72人、車両の中央部には床下に半分埋め込まれた形で便所がある。
集電装置は2個を有し、片方は通常の菱形、片方はZパンタグラフである。
台車はゲルリッツIII式、主電動機は単相交流整流子電動機（出力145kW）で、片方の台車にのみ2機が取り付けられている。
制御方式は低圧タップ式である。
第二次世界大戦中の1943年3月9日、1両（ET91 02）がミュンヘンの操車場で爆撃を受け被災、そのまま廃車となった。もう1両（ET91 01）は、大きな被害を受けることなく、戦後まで生き延びた。
戦後は西ドイツ国鉄の所属となり、ミュンヘンを拠点に、団体・観光用として運用された。1968年1月1日の新番号体系（コンピューターナンバー制）に伴い、ET91形は491形（Baureihe 491）（491 001-4）に変更された。
1980年代後半には大規模な改修が行われるなど、50年以上にわたって観光用として運用されてきたが、1995年12月12日、バイエルン州の著名な観光地であるガルミッシュ＝パルテンキルヒェンで衝突事故を起こし、車体や主電動機を架装した側の台車が大きく破損するなど、深刻な被害を受けた。このため同車は運用不能となり、1997年に除籍された。

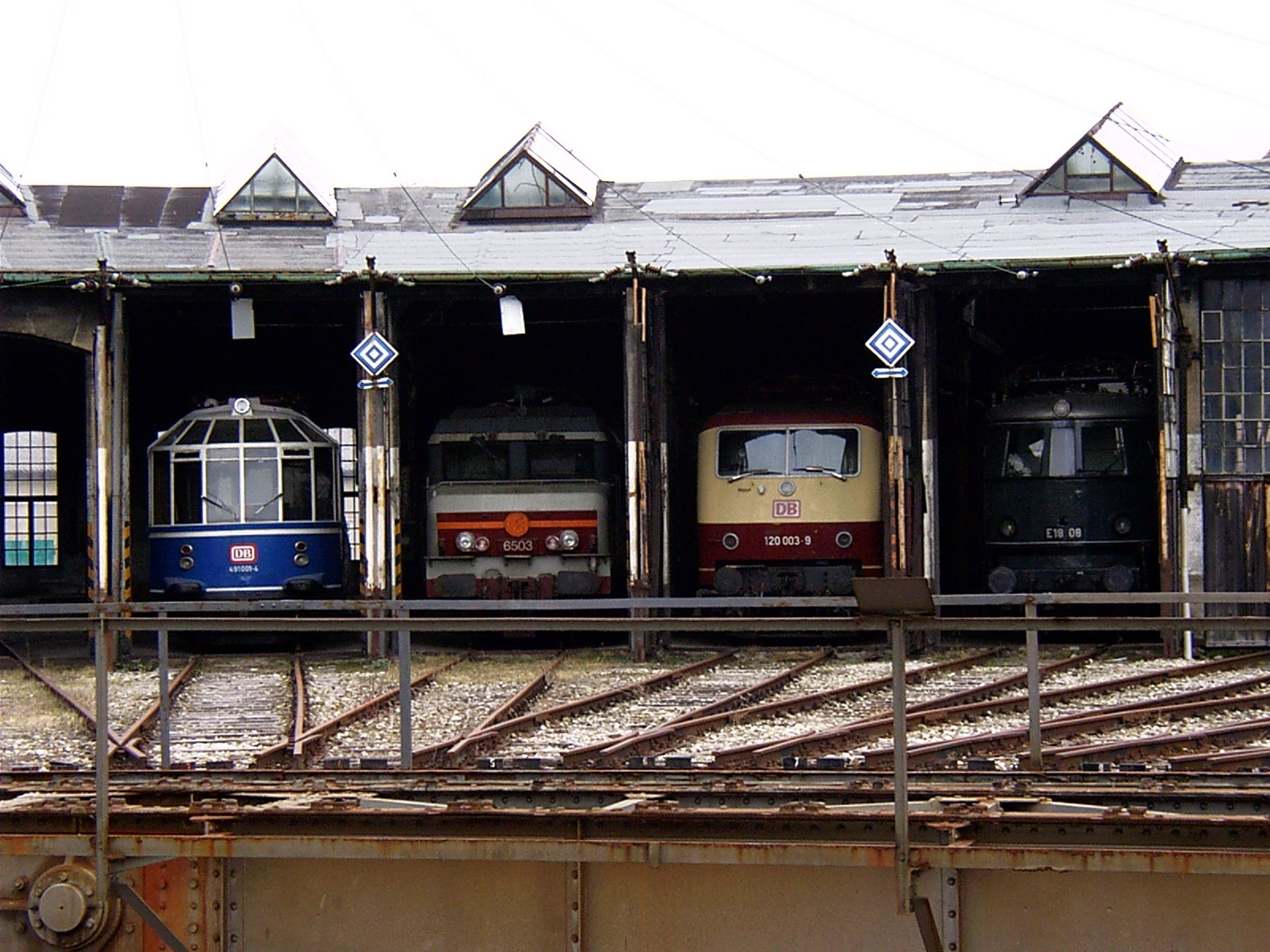
アウクスブルク鉄道公園で保管されているガラス電車

2005年以来、同車はアウクスブルクに保管されており、愛好者団体が結成され、破損した車体や台車の修繕など再起を前提とした管理と、10万ユーロ規模の費用が見込まれるという資金確保のため募金活動が行われている。